# Malemort-du-Comtat
Malemort-du-Comtat es una comuna francesa situada en el departamento de Vaucluse, en la región de Provenza-Alpes-Costa Azul.

## Demografía
| 733 | 746 | 706 | 814 | 985 | 1203 | 1919 |
| Para los censos de 1962 a 1999 la población legal corresponde a la población sin duplicidades (Fuente: INSEE [Consultar]) |     |     |     |     |      |      |